# Guy Fawkes (fiume)

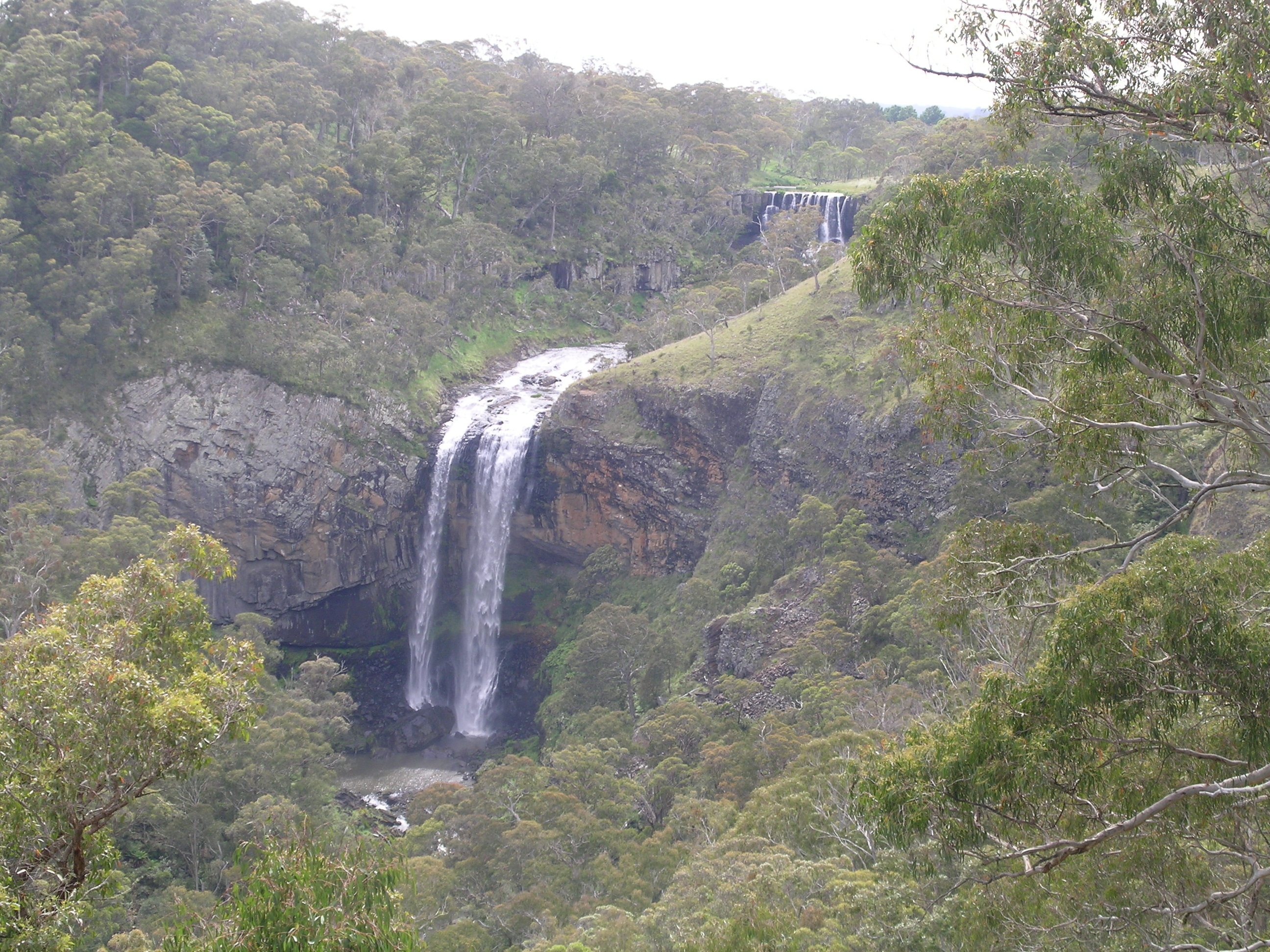
Cascate Ebor

Il fiume Guy Fawkes è un fiume a nord del Nuovo Galles del Sud, in Australia che scorre da sud a nord lungo la valle della Demon Fault Line, nel Parco Nazionale Fiume Guy Fawkes.
Prende il nome dai membri della spedizione condotta da John Oxley che furono i primi europei a visitare il fiume e che si sarebbero accampati nel 1821 nel giorno dedicato a Guy Fawkes.